# 青森県道28号岩崎西目屋弘前線
青森県道28号岩崎西目屋弘前線（あおもりけんどう28ごう いわさきにしめやひろさきせん）は、青森県西津軽郡深浦町から中津軽郡西目屋村を経て弘前市に至る県道（主要地方道）である。愛称は白神ラインである。

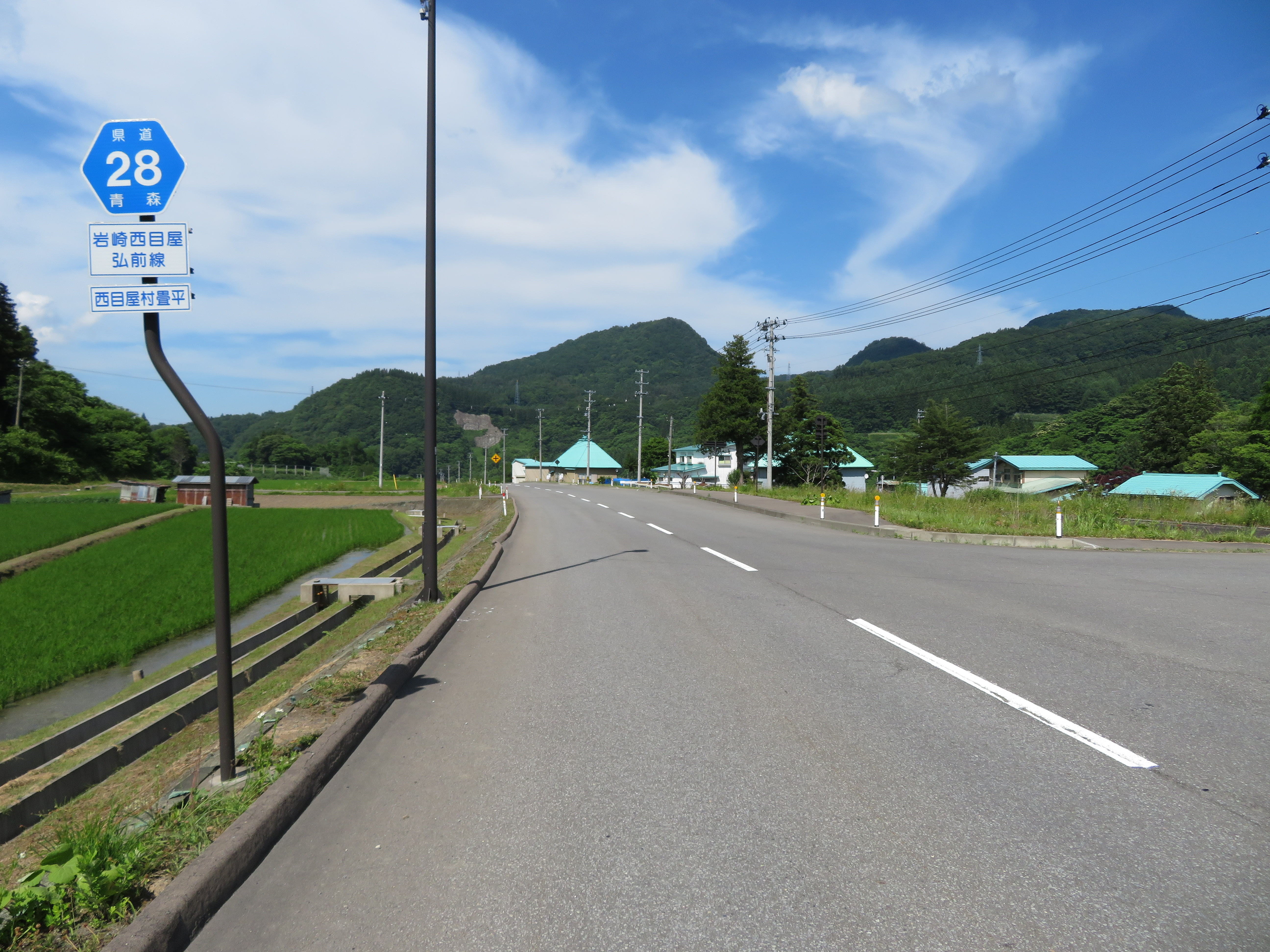
西目屋村畳平付近

## 概要
西津軽郡深浦町大字岩崎で国道101号から分岐した後、笹内川沿いに東進し白神山地を通過する。白神山地を経て中津軽郡西目屋村に至る区間は旧弘西林道にあたり、未舗装の悪路である。途中、深浦町で追良瀬川、鰺ヶ沢町で赤石川のそれぞれ上流部にあたる谷越え・山越えの難所がある。
旧弘西林道は旧岩崎村を始めとする日本海側と弘前市との物流強化のために計画・建設されたが、上記の道路事情もあり、岩崎・弘前間は海沿いを通る国道101号や国道の短絡ルートとなる青森県道31号弘前鯵ケ沢線を利用し、鰺ヶ沢町を経由するルートもある。
当路線は白神山地の世界遺産地域を通過していないが、生活道路・幹線道路としての側面は非常に弱く、今後整備されるかどうかは不透明である。
津軽ダム建設工事に伴い、西目屋村藤川 - 田代間については直轄権限代行により付替工事が進行している。
小笠原諸島の世界遺産登録を目指す石原慎太郎東京都知事も白神来訪の際に同県道の津軽峠付近にあるマザーツリーを視察し、「簡単には来られないからよい」旨の発言をした。

### 路線データ
- 総延長:85.9 km[要出典]
- 起点：西津軽郡深浦町大字岩崎[2]
- 終点：弘前市大字親方町[2]
- 冬季交通規制区間
  - 青森県西津軽郡深浦町西岩崎山 - 西目屋村暗門（11月中旬 - 5月下旬）
  - 青森県中津軽郡西目屋村暗門 - 西目屋村川原平（11月下旬 - 4月下旬）

## 歴史
1962年（昭和37年）、白神山地の森林開発や観光開発、経済交流などを目的に林野庁が「弘西林道」として着工した。困難な工事は12年の歳月を要し、1973年（昭和48年）に総工費9億5000万円をかけ完成した。地盤が弱く、土砂崩れも多発し、期待された経済効果も薄く、1981年（昭和56年）に県道に編入された。

### 沿革
- 1981年（昭和56年）7月25日 - 青森県が県道岩崎西目屋弘前線として認定する[2]。
- 1993年（平成5年）5月11日 - 建設省により県道岩崎西目屋弘前線が主要地方道岩崎西目屋弘前線に指定される[3]。
- 2022年（令和4年）4月25日 - 土砂崩れのため西目屋村暗門～同村砂子瀬（砂子瀬ゲート）までの間が当面の間通行止めとなる（通行止め解除日未定）[4]。その西側の深浦町西岩崎山（岩崎ゲート）～西目屋村暗門間も冬季閉鎖区間であるためルートの大部分が通行できなくなった[4]。2022年5月27日、青森県道路課は冬季閉鎖の区間のうち津軽峠～暗門間8.7kmの通行止めを5月30日以降も継続すると発表[5]し、津軽峠～暗門間8.7kmは7月15日8時に冬季閉鎖解除（片側交互通行実施の上、夜間通行止めの条件付き）された[6]が、8月3日に降った大雨の影響で土砂崩れの恐れがあることから、同日8時から再び通行止めとなった[7]。2022年度は、閉鎖解除されないまま、冬季閉鎖となる。なお、全面復旧のメドは立っていない。

## 路線状況
日本海側の岩崎地区から12 kmと、中津軽郡西目屋村の暗門大橋から弘前市までは舗装道路となっているが、約3分の2は未舗装の砂利道となっている。
冬季閉鎖（おおむね11月中旬から5月下旬まで、部分解除あり）となる。

### 重複区間
- 青森県道204号相馬常盤野線（西目屋村）
- 青森県道129号関ケ平五代線（弘前市）

## 地理

### 通過する自治体
- 青森県
  - 弘前市
  - 西津軽郡
    - 深浦町 - 鯵ヶ沢町

  - 中津軽郡
    - 西目屋村

### 交差する道路
- 国道101号（深浦町、起点）
- 青森県道317号西目屋二ツ井線（西目屋村）
- 鰺ヶ沢町道赤石渓流線（西目屋村）[8][7]
- 青森県道204号相馬常盤野線（西目屋村）
- 青森県道129号関ケ平五代線（弘前市）
- 青森県道126号久渡寺新寺町線（弘前市）
- 青森県道3号弘前岳鰺ケ沢線（弘前市、終点）

### 周辺の観光・景観地

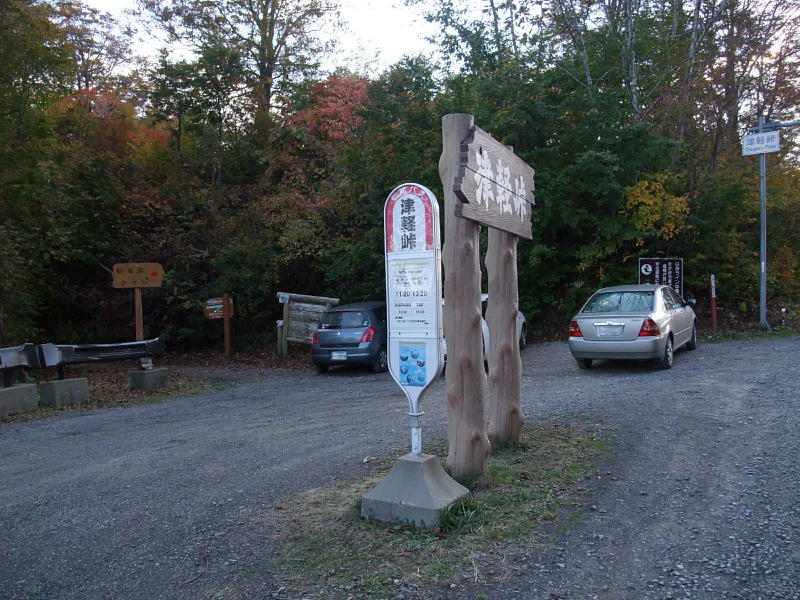
津軽峠

白神展望所
ここからは、笹内川の原生林の向こうに雄大な白神岳と向白神岳の姿を臨むことができる。
名水「白神の水」
一ツ森峠から林道沿いに降りて少し行くと、林道左わきに湧水がある。
追良瀬大橋、赤石川大橋
追良瀬大橋は古い橋で、赤石川大橋は最近建設された橋である。いずれも、林の中で独特の雰囲気を醸し出している。赤石川大橋の近くには、駐車場と公衆トイレがある。
天狗峠
ここからは、向白神岳を対岸に見ることができる。白神山地のポスター撮影地の1つとなっている。また駐車場があり、ここから天狗岳登山をするための基地ともなっている。
奥赤石展望所駐車場
ここには、舗装された道と駐車場がある。「弘西林道」の記念碑や東屋、クマゲラの形をかたどったモニュメントなどがあり、対岸の乱岩の森 (685m) を臨むように建てられている。
乱岩の滝
乱岩の森 (685m) から落ちてきている滝が、白神ラインのコンクリート道わきに落ちてくるように見える。パイプを通して水を飲むことができる。
津軽峠
ここから高倉森、暗門大橋までのトレッキングコースの途中にはブナやナラ、トチノキの巨木がある。なお、ここから徒歩5分の所に樹齢400年ともいわれる巨木「マザーツリー」があったが、2018年9月6日に幹が折れているのが確認された。台風21号による影響とみられている。この津軽峠までは、弘前市から路線バスが通っている。